# Ардашево
Арда́шево (рос. Ардашево, башк. Әрҙәш) — присілок у складі Бураєвського району Башкортостану, Росія. Входить до складу Тепляківської сільської ради.
Населення — 55 осіб (2010; 76 у 2002).
Національний склад:
- башкири — 82 %